# Diversidad sexual en Maldivas
Las personas del colectivo LGBT+ en Maldivas se enfrentan a desafíos legales y sociales no experimentados por otros residentes. Las relaciones entre personas del mismo sexo en la Maldivas son ilegales en virtud de la ley islámica o sharia, aunque no bajo la ley nacional. Además, Maldivas fue uno de los inicialmente cincuenta y siete Estados (ahora cincuenta y cuatro), en firmar una declaración oponiéndose a la declaración sobre orientación sexual e identidad de género de las Naciones Unidas que fue presentado en 2008.
En abril de 2017, el primer bloguero abiertamente homosexual de Maldivas, Yameen Rasheed, fue asesinado a navajazos.

## Legislación y derechos

### Criminalización de la homosexualidad
El artículo 411(a)(2) del Código Penal (Ley No.6) (2014) tipifica como delito las "relaciones sexuales ilícitas", que se cometen cuando una persona mantiene relaciones sexuales con otra de su mismo sexo. Las "relaciones sexuales con personas del mismo sexo" son definidas como: la inserción por parte de un hombre de su órgano sexual o de cualquier otro objeto en el ano de otro hombre para su gratificación sexual; la inserción en la boca de otro hombre del pene de un hombre; o la inserción de un órgano de una mujer o de cualquier objeto en la vagina o el ano de otra mujer para su gratificación sexual. Los delitos contemplados en esta sección van desde las faltas de clase 1 hasta los delitos de clase 3, que acarrean penas de cárcel de entre seis meses y ocho años, así como un castigo adicional de 100 latigazos.
El artículo 412(c) del Código Penal tipifica como delito el "contacto sexual ilícito" con una persona del mismo sexo, que incluye "actos indecentes para obtener gratificación sexual" distintos de los enumerados en el artículo 411(a)(2). Los delitos contemplados en esta disposición van desde las faltas de clase 1 hasta los delitos de clase 3 que conllevan una pena de cárcel de entre seis meses y ocho años.
En agosto de 2022, tras la filtración de vídeos de funcionarios del gobierno y hombres de negocios involucrados en actos homosexuales, el líder del Partido Jumhoree presentó el Proyecto de ley de reforma a la ley de procedimiento penal (2022), que pretende clasificar la homosexualidad como un delito grave. De haberse aprobado, la homosexualidad hubiera pasado a castigarse con pena de muerte. Sin embargo, durante la 22ª sesión del tercer periodo parlamentario de sesiones de 2022, el proyecto de ley fue rechazado por 25 votos a favor y 13 en contra.